# Václav Hlavsa (archivář)
Václav Hlavsa (8. listopadu 1905 Kejnice – 2. června 1986 Praha) byl český archivář a knihovník, ředitel Archivu a Muzea hlavního města Prahy, autor publikací o pražské architektuře.

## Život
Narodil se v rodině chalupníka v Kejnicích Vojtěch Hlavsy a jeho manželky Františky, rozené Přetrhdílové.
Správcem pražského archivu se stal v lednu 1948.. V roce 1960 ho ve funkci vystřídal Jiří Čarek.

## Dílo
- Praha (průvodce ulicemi a památkami hlavního města, Praha, R. Schütz, 1948)
- Archív hlavního města Prahy (Průvodce po fondech a sbírkách, Praha, Archivní správa ministerstva vnitra ČSR, 1953 a 1955)
- Pražské matriky farní 1584-1870 (spolupracovali Josef Janáček, Václav Lím, Marie Nováková, Praha, Archiv hlavního města Prahy, 1954
- Staré Město (hl. stati napsal Václav Hlavsa, stať o kult. střediscích Miroslav Macháček, Praha, STN, 1956)
- Staroměstská radnice (Praha, STN, 1956)
- Malá Strana (z minulosti pražského podhradí, Praha, STN, 1957)
- Za novou a lepší Prahu (dokumenty o činnosti komunistického klubu na pražské radnici 1923-1938, Praha, Archivní správa ministerstva vnitra, 1957)
- Karlův most (napsali Zoroslava Drobná a Václav Hlavsa, Praha, STN, 1958)
- Nové Město pražské (Praha, STN, 1958)
- Ulicemi města Prahy od 14. století do dneška (názvy mostů, nábřeží, náměstí, ostrovů, sadů a ulic hlavního města Prahy, jejich změny a výklad, zprac. Jiří Čarek, Václav Hlavsa, Jos. Janáček a Václav Lím, obrázky podle soudobých kreseb a fot. nakreslil Mirko Jeníček, Praha, Orbis, 1958)
- Hradčany, město a Hrad (Praha, Sportovní a turistické nakladatelství, 1959)
- Praha, průvodce městem (ilustroval Pavel Lisý, Praha, Sportovní a turistické nakladatelství, 1960)
- Praha, plán kult. památek (Praha, Ústř. správa geodézie a kartogr., 1960)
- Praha očima staletí, soubor graf. listů a fot. (výběr a text, Václav Hlavsa, Praha, Orbis, 1960, 1962, 1967 a 1984 nak. Panorama)
- Praha let 1826-1834 (Praha, Sportovní a turistické nakladatelství, 1962)
- 3 dny v Praze, malý průvodce městem (ilustroval Jiří Rada, Praha, STN, 1965)
- Praha v obrazech Vincence Morstadta (úvod a uměleckohistorický katalog napsal] Václav Hlavsa, kresby a rytiny Vincence Morstadta, Praha, Orbis, 1973)
- Malá Strana - Menší Město pražské (text Václav Hlavsa, Jiří Vančura, kresby a plány Theodor Pisch, fot. Vladimír Uher Praha, SNTL, 1983)